# Forêts de feuillus celtiques
Localisation
Les forêts celtiques de feuillus forment une écorégion terrestre définie par le Fonds mondial pour la nature (WWF), qui appartient au biome des forêts de  feuillus et mixtes tempérées de l'écozone paléarctique. Elles se composent principalement de chênaies  des étages collinéen et submontagnard  de Grande-Bretagne et d'Irlande. L'écorégion comprend également les petites zones de forêts de bouleaux boréales, de marais et de marécages, ainsi que de la végétation d'eau douce des plaines d'inondation, des estuaires, des polders et des tourbières du Nord de l'Angleterre et du Sud de l'Écosse.